# 高雄潮州鐵路捷運化計畫
高雄潮州鐵路捷運化計畫，簡稱潮州計畫，又稱高潮計畫，屏潮計劃，是由交通部鐵路改建工程局所承辦的工程，該計畫納入新十大建設之台鐵捷運化範圍內。計畫範圍始於屏東車站北方，止於潮州車站南方，全長約19公里，2015年8月23日屏東站第一階段及屏東－潮州高架化東西線完工，2017年11月3日後續工程全數完工。
本工程計畫採「半半施工」的方式，先於西側築以新高架正線（即新增之西正線），待正式切換為單線電氣化路段後拆除既有鐵道並改建高架即完成電氣雙軌化。

## 沿革

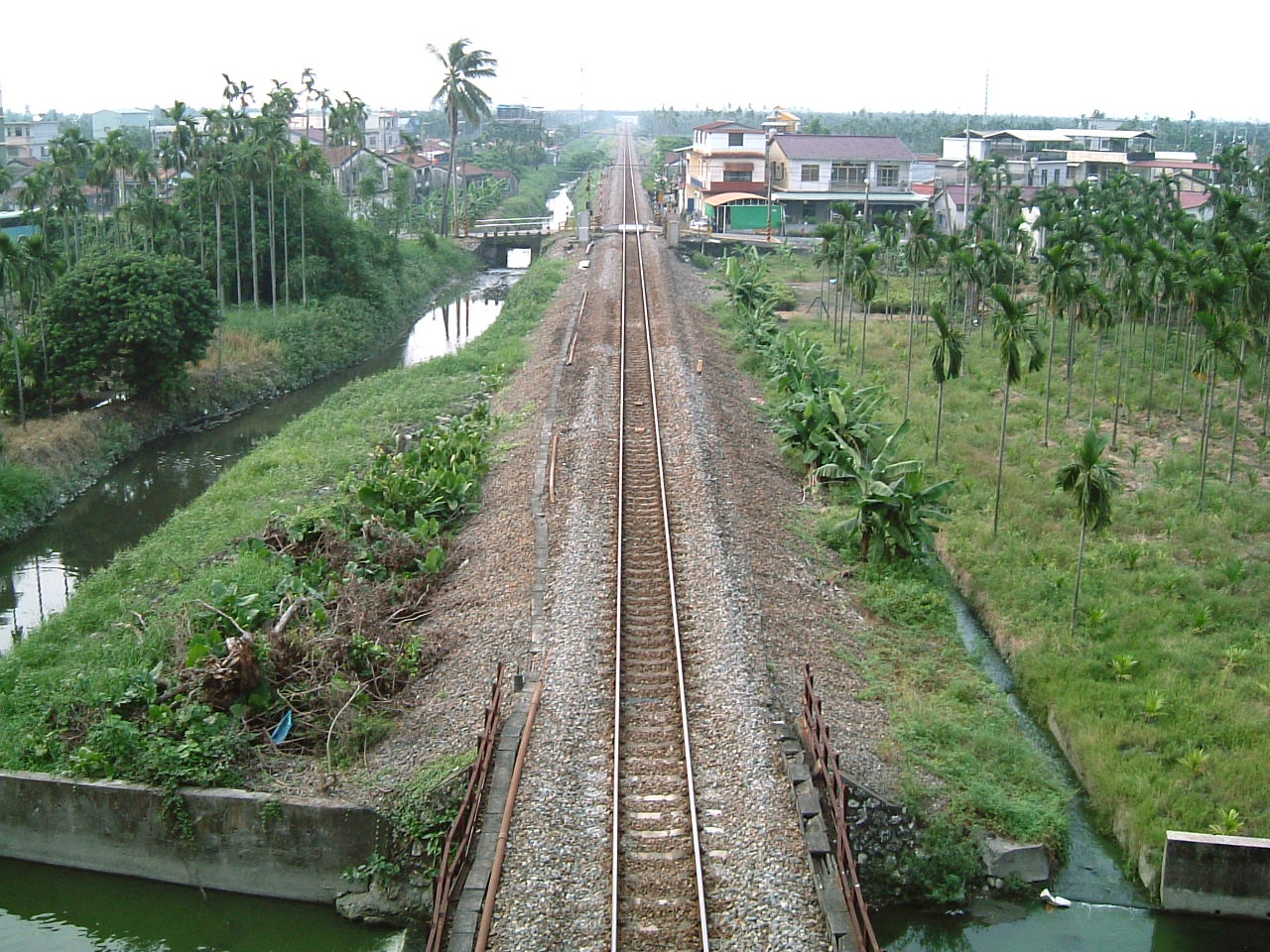
由竹田鄉萬丹路陸橋朝北上方向俯瞰屏東線情景，當時並未高架化（2009-10-03）

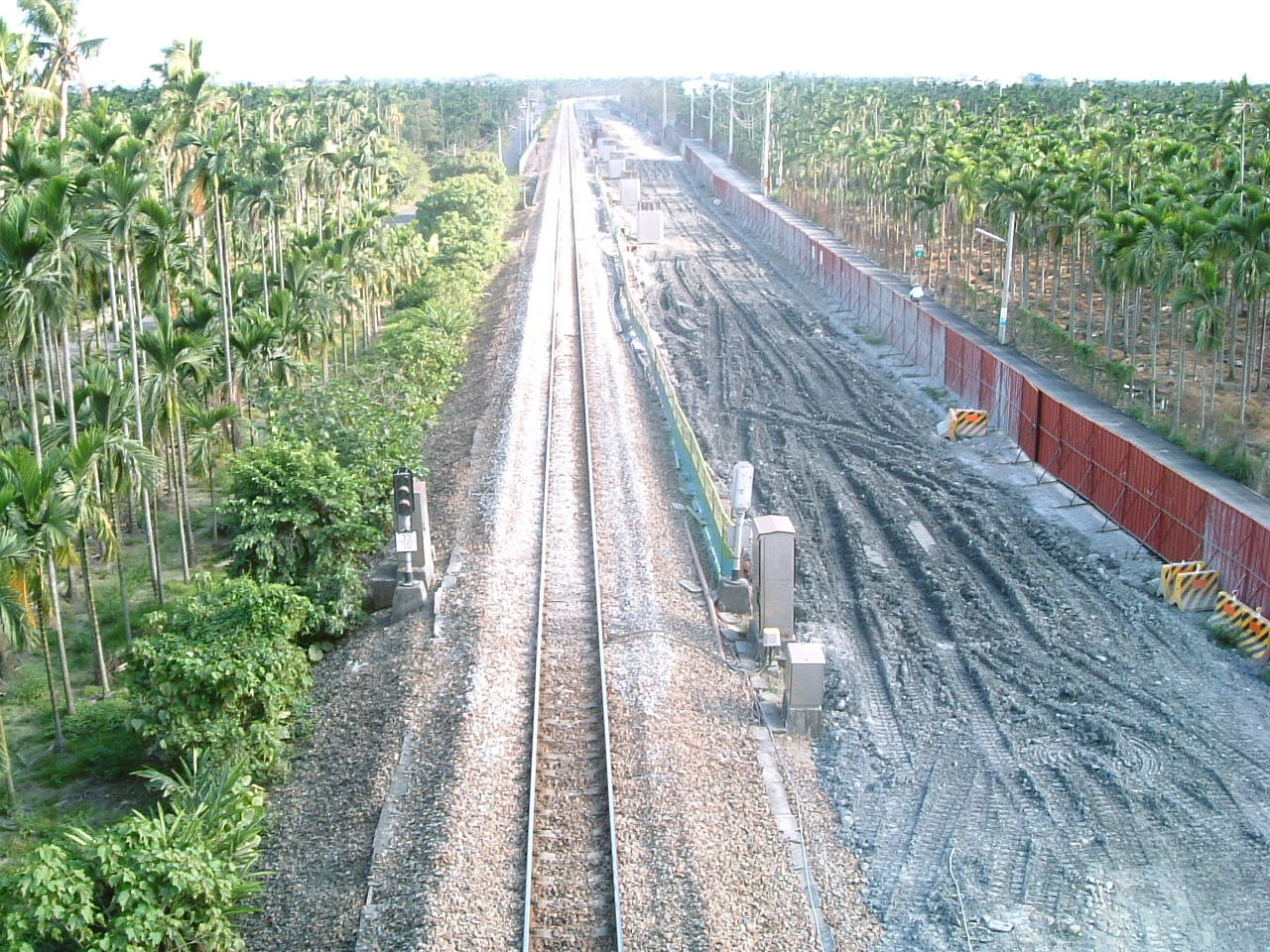
由竹田鄉萬丹路陸橋朝南下方向俯瞰施工情景（2010-02-22）

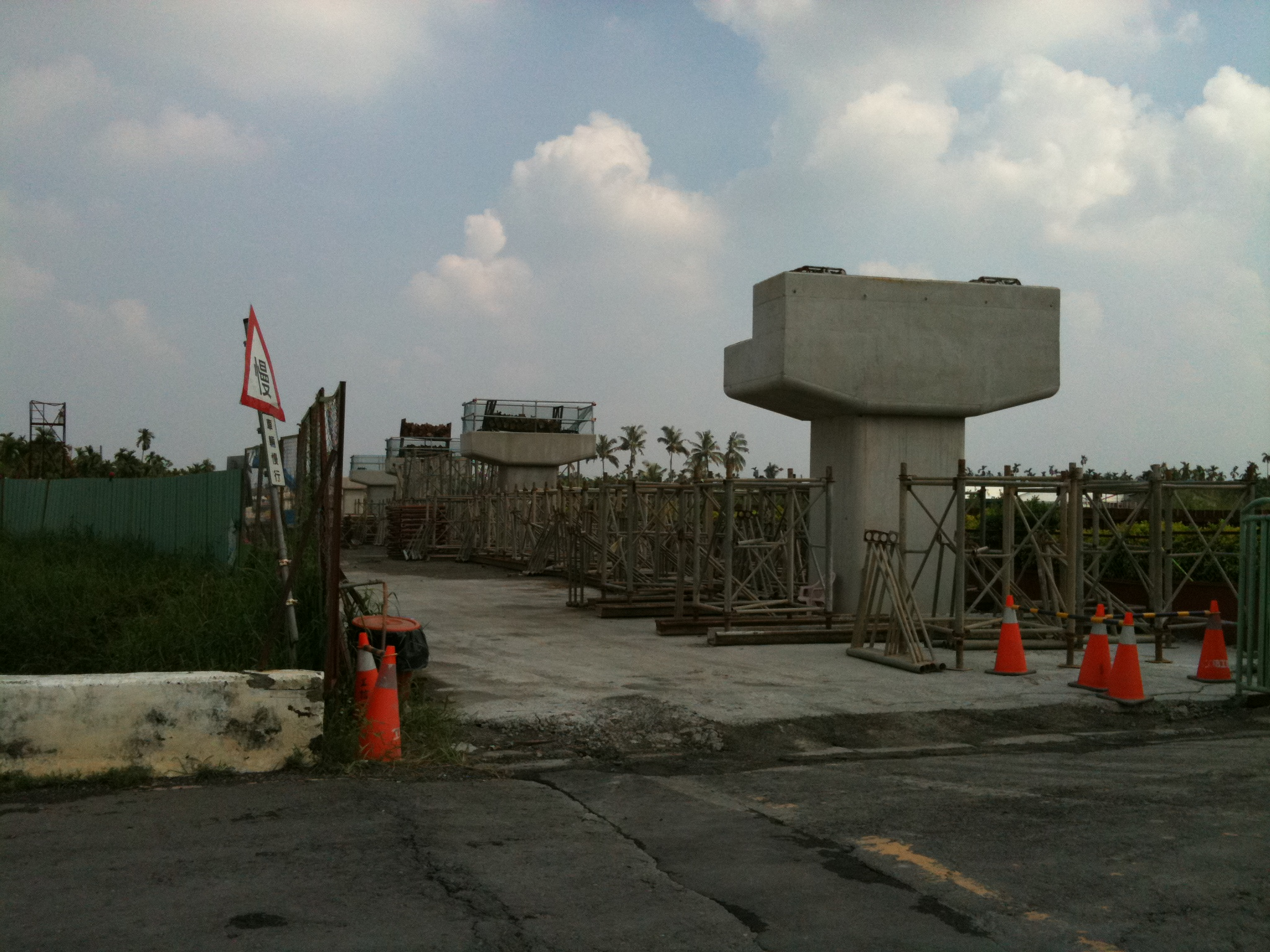
台鐵高架化之橋墩裝設情形（2010-10-04）

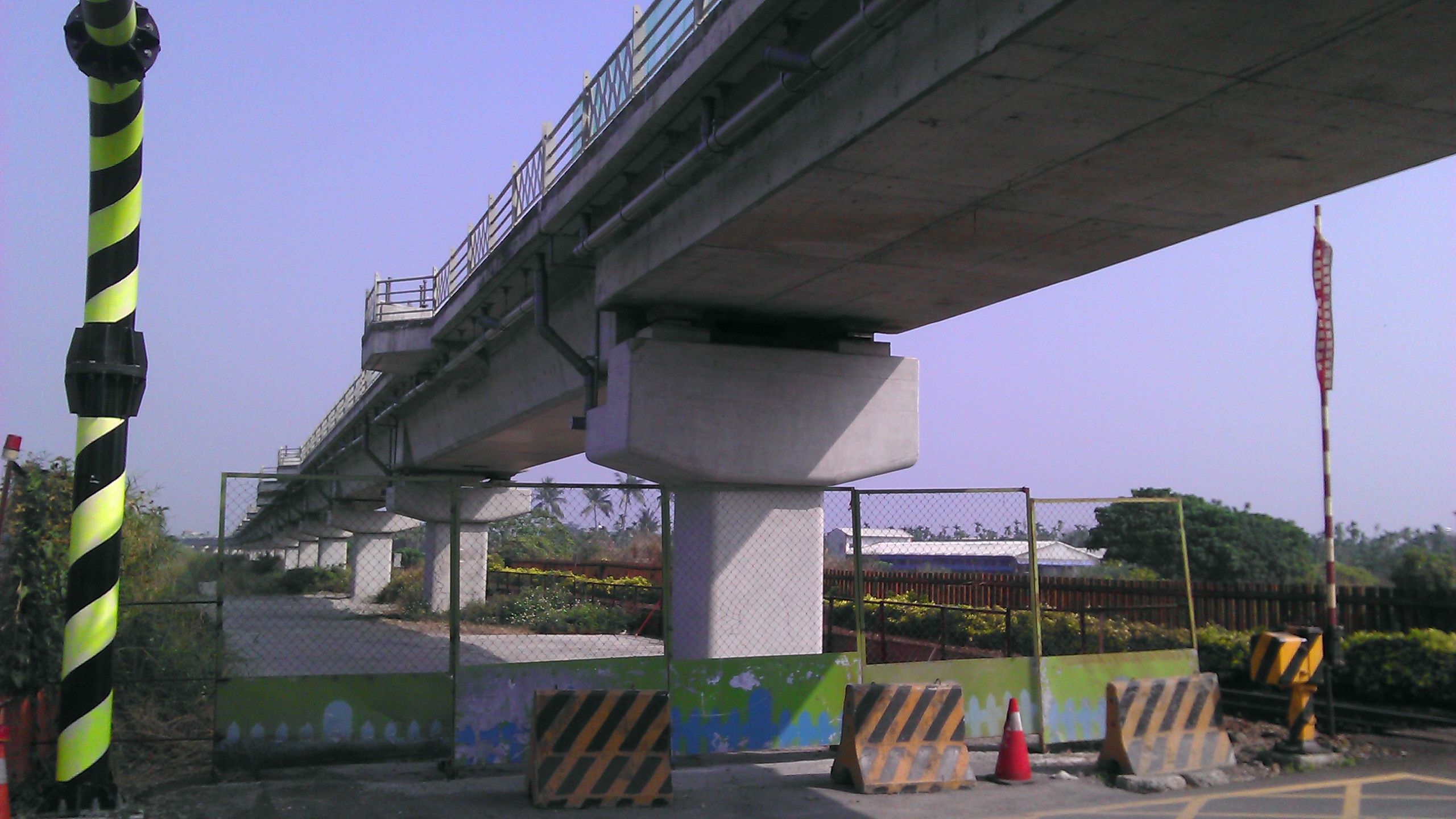
台鐵高架化之橋墩裝設情形（2013-02-08）

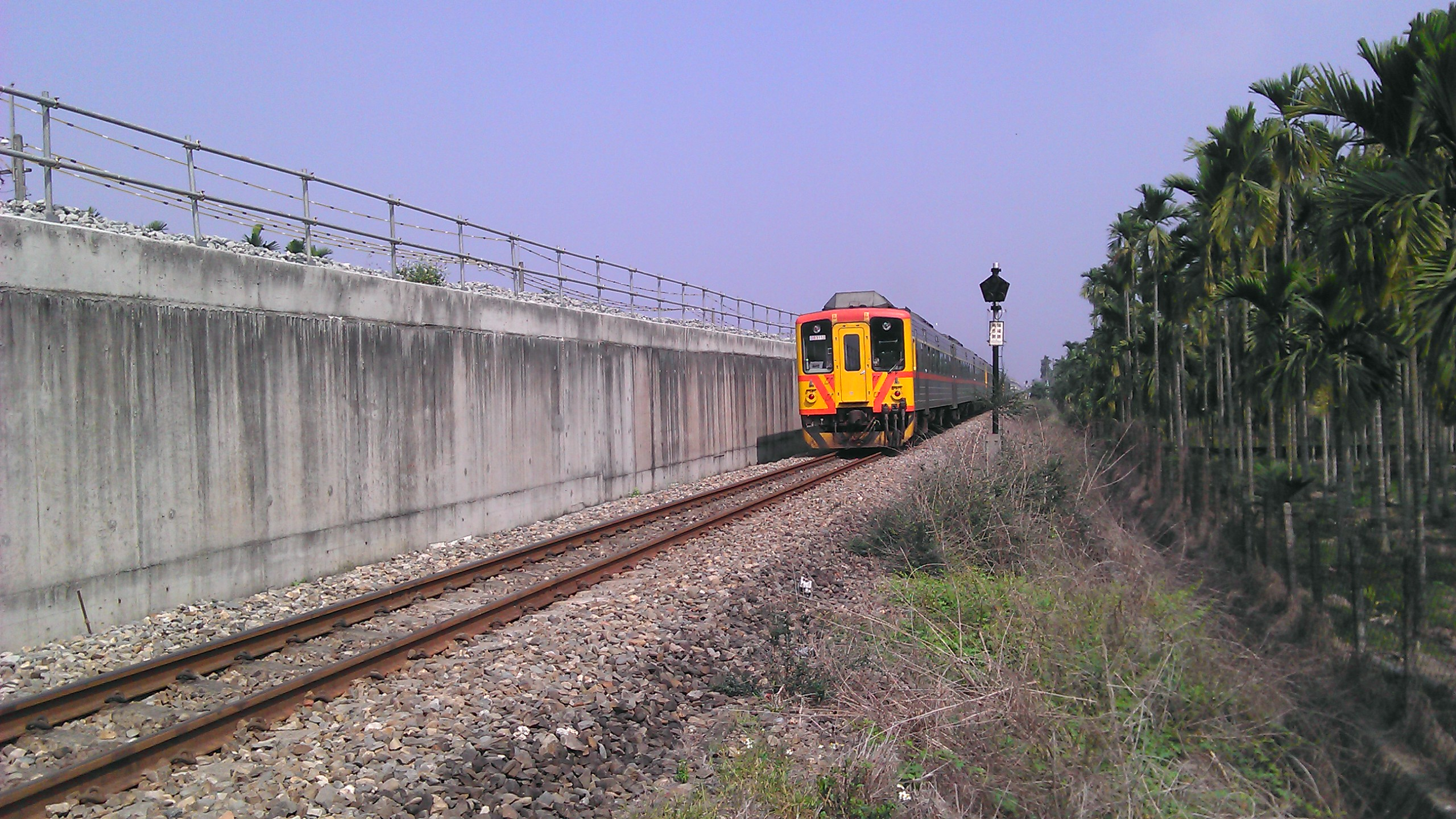
尚未高架化的鐵道與建築好的高架化之比較（2013-02-09）

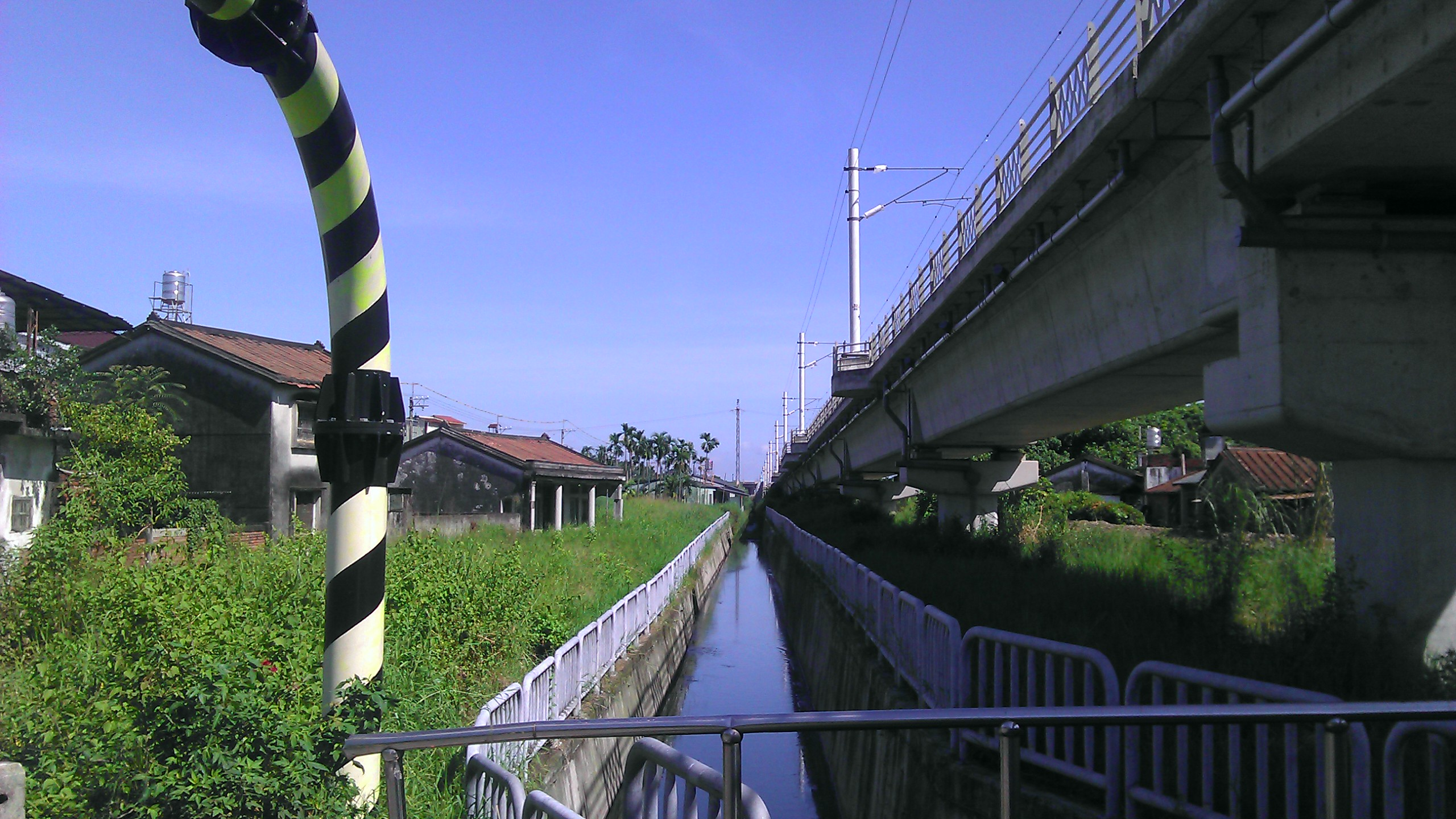
已完成之屏東線鐵路高架化西側（2013-08-03）。

由於高雄車站計畫改建為地下化車站，使得臺鐵南部地區車輛調度作業必須遷至他處，原先計劃是將台鐵高雄機務段西部幹線北上發車的部份移至六塊厝車站附近，規劃為屏東新站與車輛基地，並與計劃中的高鐵屏東站共站。但經行政院評估離屏東車站有一站之隔，花費雖鉅但便利性與意義不大，經檢討後，將屏東新站與車輛基地採個案方式報請核准，更名為「高雄－潮州鐵路捷運化建設計劃」，將屏東至潮州段納入台鐵捷運化範圍，以密集列車班次接駁旅客至新左營車站轉乘臺灣高鐵。
初步計畫是除高架車站及鐵路橋外，沿線採立體交叉，新建陸橋、地下道及封閉平交道的方式進行，達到消除平交道的目的，2006年時任行政院院長蘇貞昌認為路線高低落差太大，改為全線高架化的方式消除平叉路段。
整體計劃完成後，西部幹線北上列車始發站將改由潮州站發車，原計畫預計西元2011年完工。但因遇到西元2008年物價上漲，與細設顧問合約糾紛，決定呈報第二次修正計畫，並將修正原有完工期程與經費，暫訂2014年完工。
2011年6月行政院經濟建設委員會對二次修正計畫所報經費自償率部份仍有意見，同意工期展延至2015年，惟經費部份須於2011年底完成修正。
第二次修正計畫於2012年2月4日奉行政院核定，計畫期程延至2016年6月，總經費調整為新臺幣245.65億元。

## 車站
| 車站名稱       | 營運里程 屏東線 高雄起 | 工程內容         | 交會路線                     | 所在地 | 所在地 |
| -------------- | ---------------------- | ---------------- | ---------------------------- | ------ | ------ |
| 高架化工程起點 |                        |                  |                              |        |        |
| 屏東           | 21.0                   | 車站高架化       |                              | 屏東市 | 屏東縣 |
| 歸來           | 23.6                   | 車站高架化       |                              | 屏東市 | 屏東縣 |
| 麟洛           | 25.9                   | 車站高架化       |                              | 麟洛鄉 | 屏東縣 |
| 西勢           | 28.3                   | 車站高架化       |                              | 竹田鄉 | 屏東縣 |
| 竹田           | 32.0                   | 車站高架化       |                              | 竹田鄉 | 屏東縣 |
| 潮州           | 36.1                   | 車站高架化       | → 潮州車輛基地線（陽光小站） | 潮州鎮 | 屏東縣 |
| 潮州           | 36.1                   | 新建潮州車輛基地 | → 潮州車輛基地線（陽光小站） | 潮州鎮 | 屏東縣 |
| 高架化工程終點 |                        |                  |                              |        |        |

## 計畫內容
- 屏東－潮州高架化、擴建雙軌與電氣化，除經國道三號及台88線部份採用橋下穿越外，均為高架路段。
- 屏東車站至潮州車站間各車站均改建為高架車站。
- 新建潮州車輛基地，作為臺鐵西部幹線列車到開整備的場站。

## 計畫效益
- 消除沿線平交道共24處。
- 高雄至潮州完成捷運化後，將可大幅增加班次、縮短通勤及行車時間，便利乘客轉乘高鐵。
- 進一步計畫將潮州至枋寮間電氣化，帶動屏東地區觀光產業發展。

## 工程項目
所有工程皆已完工。
- 屏東車站暨屏北鐵路高架化工程
- 東港溪鐵路橋改建工程
- 潮州車輛基地整地作業
- 麟洛竹田高架段工程
- 歸來、西勢、潮州三段高架工程
- 潮州車輛基地，西勢車站，潮州車站

## 工程記事
- 2012年馬英九政府要求高雄市政府必須支付十億元費用供高雄車站調車場遷移到屏東潮州所需，是台灣第一個需要為鐵路地下化調車場遷移而負擔費用的案例[2]。
- 鄉道屏50線陸橋於2012年11月拆除，興建其餘高架段。
- 2013年6月25日：屏東到潮州間西正線高架化通車，原平面路線拆除，供施做第二階段高架化用[3][4][5][6]。
- 屏東市區和平、復興陸橋2013年6月及7月拆除完畢。
- 2015年8月23日：屏東潮州高架電氣化全線通車暨屏東車站切換至高架通車。
- 2017年11月3日：後續工程全數完工。

## 移除設施
- 移除平交道共26處：大豐路、大同路、和平路（臨時）、合興巷、建民路、復興路（臨時）、工業四路、歸來路、歸仁路、柳埔路、田頂路、中華路、光明路、龍門路、南昌路、履豐路、崙仔路、糶糴路、竹南路、太平路、公園路、榮田路、五福路、力社路、東港路、介壽路。
- 移除陸橋共3處：和平陸橋、復興陸橋、屏50高架橋（萬丹路陸橋）
- 移除地下道共1處：和生路
- 移除車行箱涵共2處：仁愛路、民治路

## 爭議
2009年，時任民主進步黨立法委員潘孟安說，民進黨政府執政時在「台鐵高雄至屏東潮州捷運化建設計畫」原列20億元經費，這項受屏東人高度期許且工程順利進行的「台鐵捷運化工程」，國民黨政府卻大幅減列了15億元，僅存四分之一，批評為重北輕南。

## 延伸閱讀
- 屏東線
- 高雄市區鐵路地下化計畫
- 林邊鄉鐵路高架化計畫
- 南迴鐵路電氣化

## 外部連結
- 鐵路改建工程局－潮州計畫 （页面存档备份，存于）